# Raïon de Bila Tserkva
Le raïon de Bila Tserkva (en ukrainien : Білоцерківський район) est un raïon (district) dans l'oblast de Kiev en Ukraine.
Avec la réforme administrative de 2020 le nouveau raïon a absorbé les raïons de Bila Tserkva, Skvyra, Stavyshche, Tarachtcha, Tetiïv, Rokytne, Vassylkiv, Bohouslav, Volodarka, Fastiv.

## Lieux d’intérêt

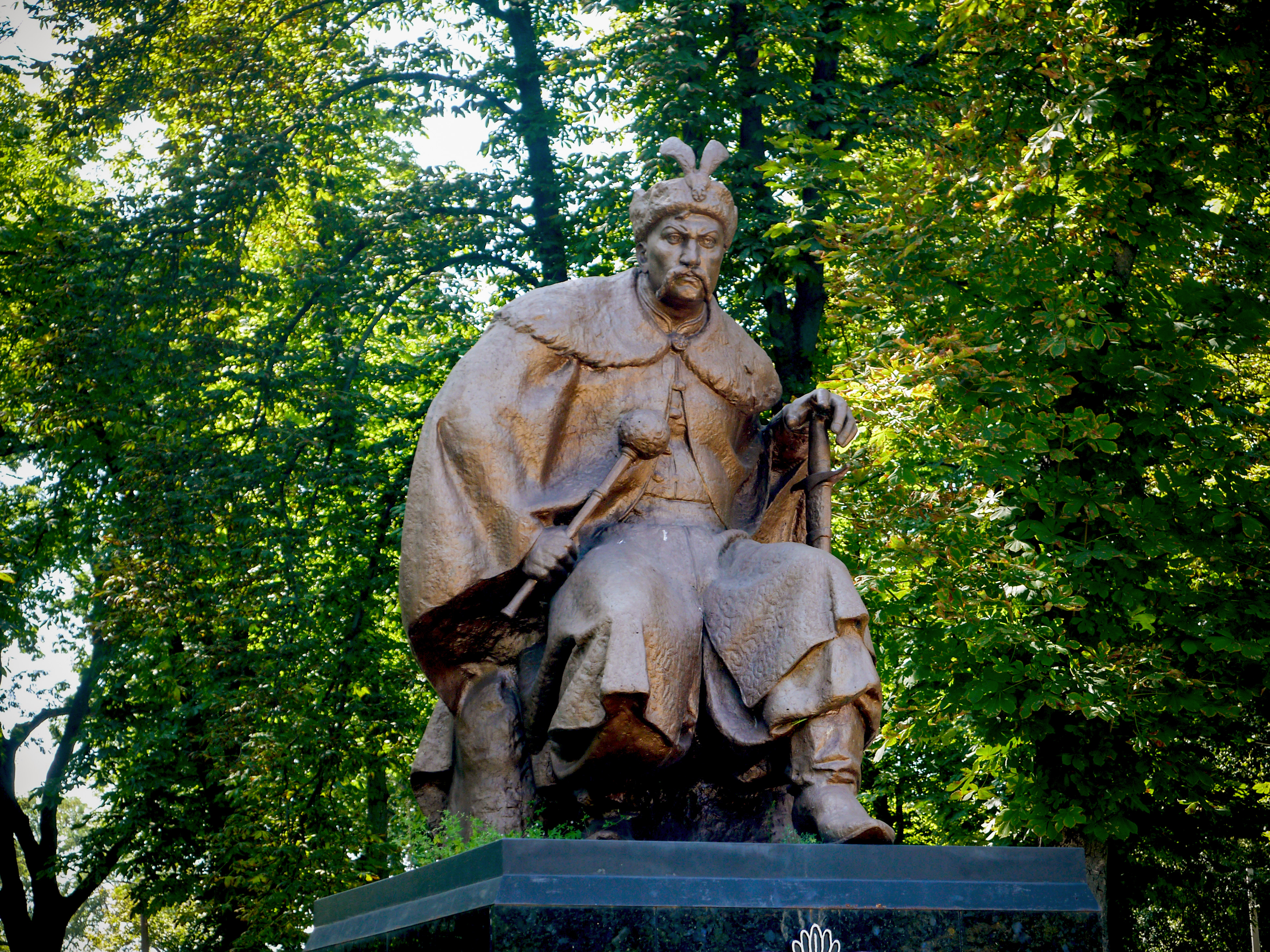
Monument à Bogdan Khmelnitski, classé[1],
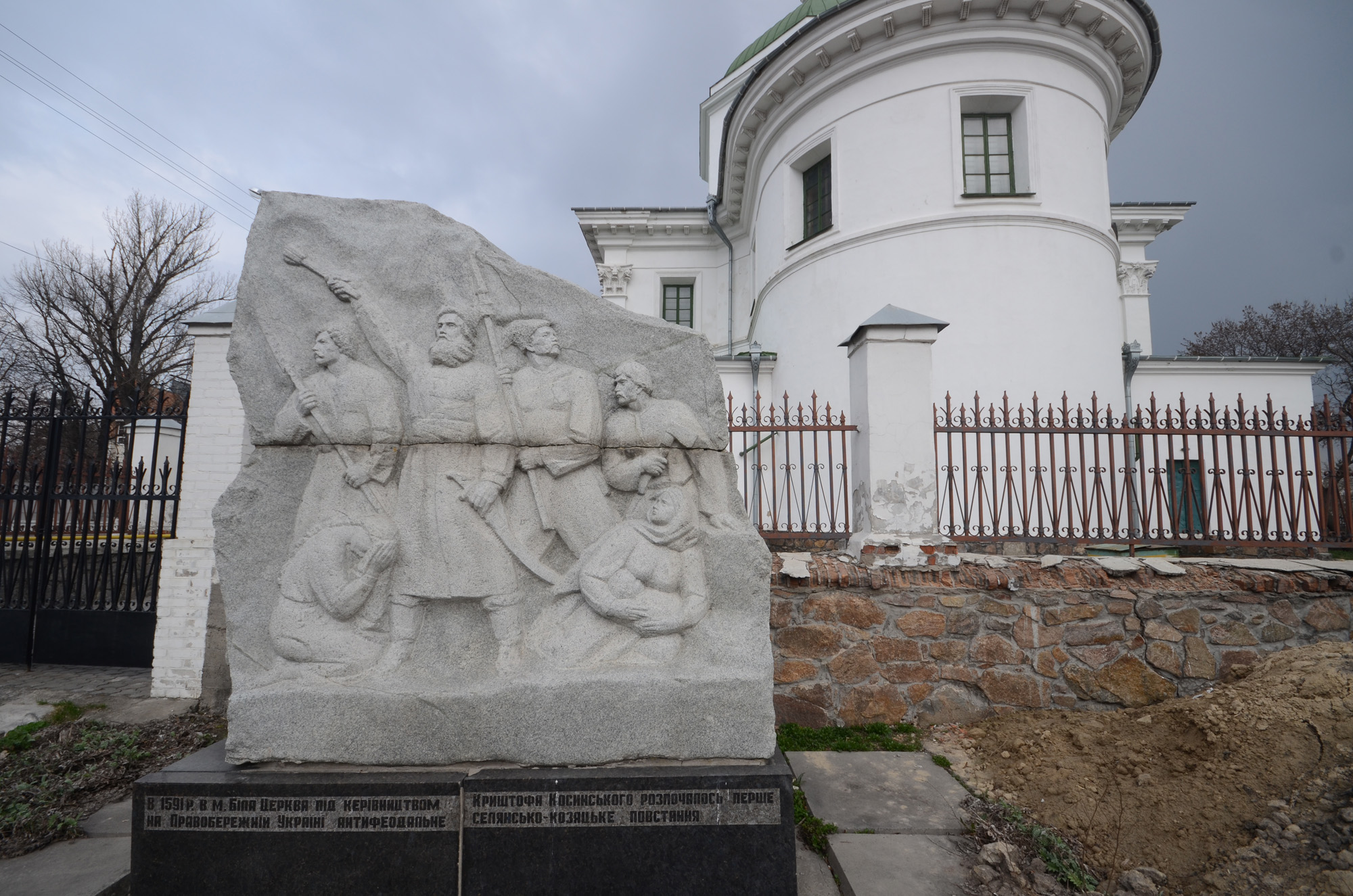
monument au soulèvement de Kosinski, classé[2],
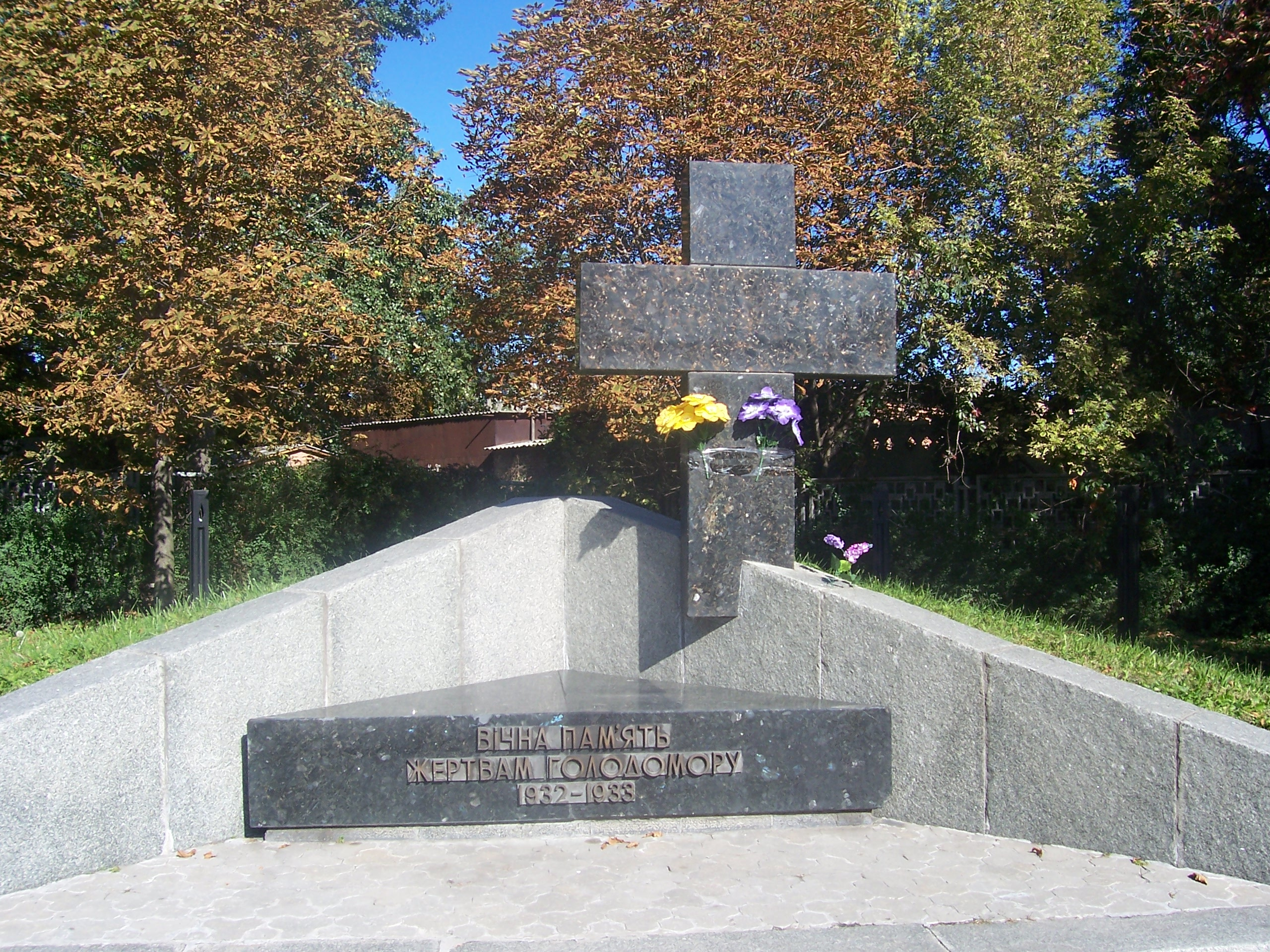
monument à l'Holodomor, classé[3],
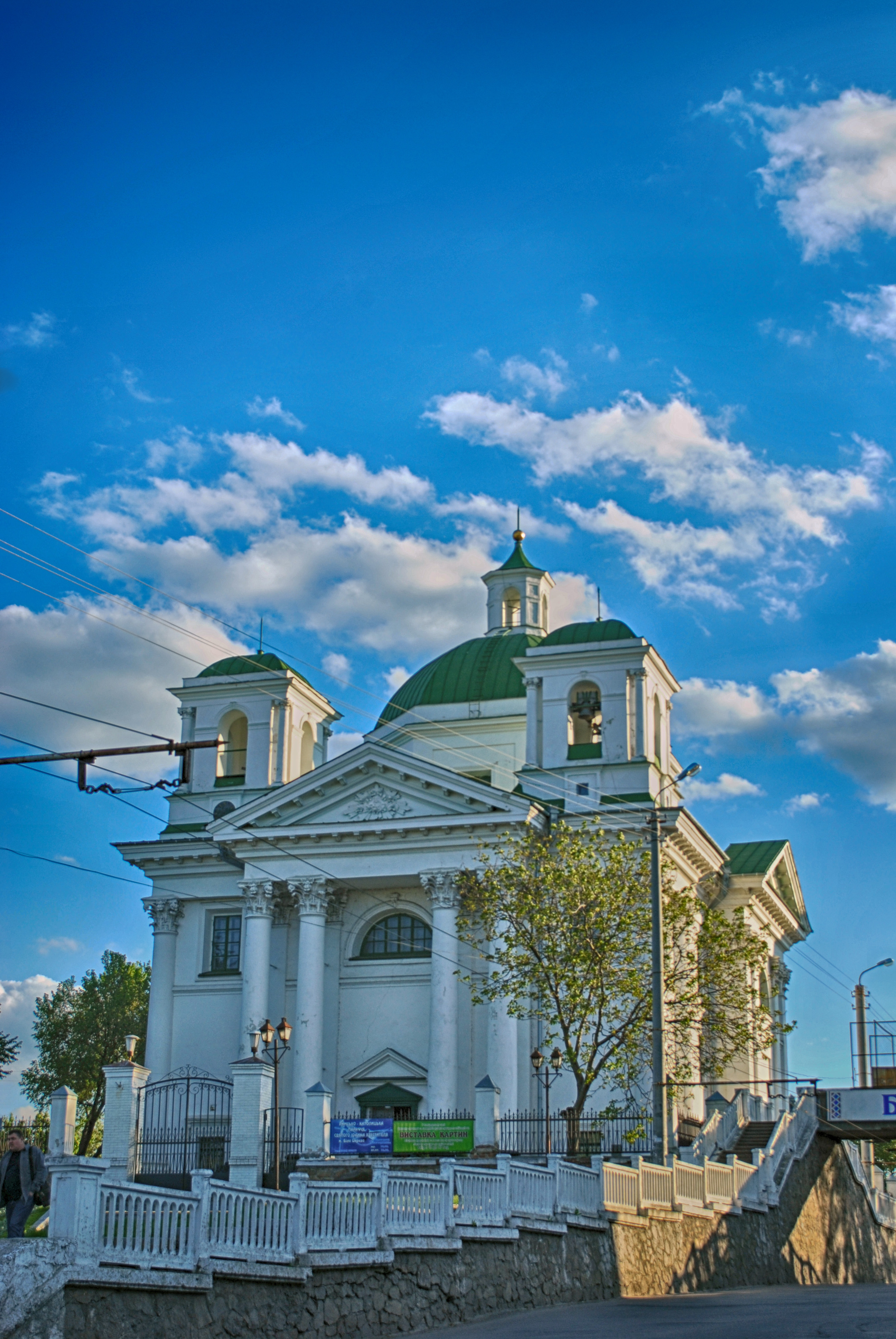
Église Saint-Jean-Baptiste de Bila Tserkva, classée[4],
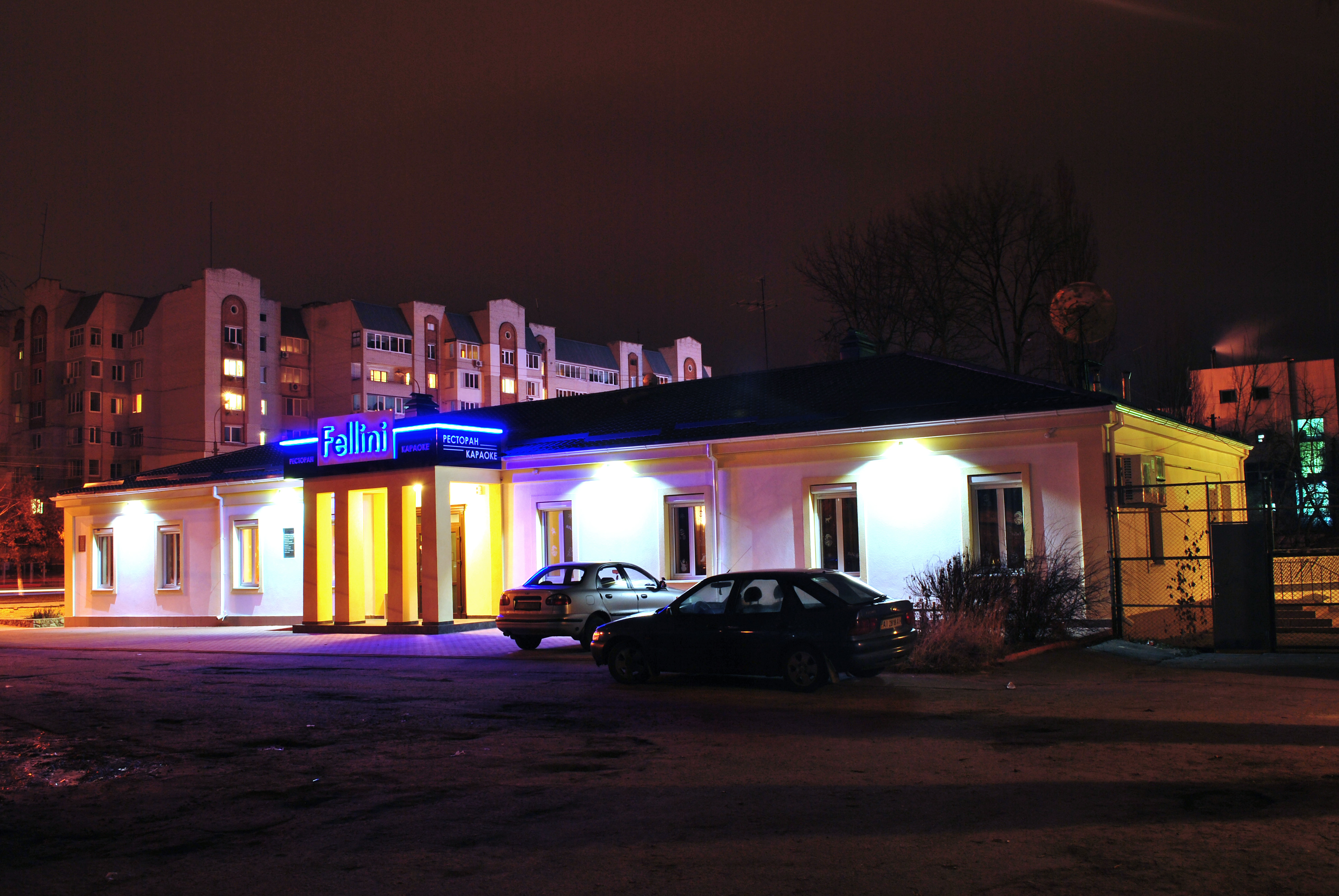
l'office postal, classé[5].